# Municipio de Jasper (condado de Adams)
El municipio de Jasper (en inglés: Jasper Township) es uno de los doce municipios ubicados en el condado de Adams en el estado estadounidense de Iowa. En el año 2000 el municipio tenía una población de 419 habitantes y una densidad poblacional de 4,6 personas por km².

## Geografía
El municipio de Jasper se encuentra ubicado en las coordenadas 40°56′41″N 94°45′45″O / 40.94472, -94.76250..